# Syngamia ecphaea
Syngamia ecphaea là một loài bướm đêm trong họ Crambidae.